# Wólka Horodyszczańska
Wólka Horodyszczańska (biał. Ву́лька Гарадзі́шчанская, ros. Вулька Городищенская) — wieś na Białorusi, w rejonie pińskim obwodu brzeskiego. Wchodzi w skład sielsowietu Horodyszcze. Znajduje się 19 kilometrów na północny wschód od Pińska.

## Historia
Od 1667 r. wieś należała do klasztoru benedyktynów w Horodyszczu.
Pod koniec XIX wieku mieszkało tu 160 osób, w większości pochodzenia szlacheckiego. Na północny wschód od osady, w lesie, znajdowała się kaplica. We wsi znajdowała się cerkiew (niezachowana).
Przed II wojną światową we wsi znajdowały się 202 domy, w których mieszkało 731 osób. W czerwcu 1943 r. Niemcy spalili 174 chałupy, rozstrzelali 275 osób.

## Miejsce martyrologii
W nocy z 23 na 24 czerwca 1941 r., w lesie oddalonym o 2-3 kilometry od wsi, funkcjonariusze NKWD związali drutem kolczastym 53 więźniów z więzienia w Pińsku i zakopali ich żywcem. Zdarzenie widział jeden z mieszkańców wsi, który po wkroczeniu Niemców opowiedział im o tym, co zdarzyło się w lesie. 12 lipca 1941 r. w obecności lekarzy, mieszkańców wsi i Niemców przeprowadzono ekshumację ofiar. Podczas ekshumacji stwierdzono, że ofiarami byli mężczyźni, którzy zmarli na skutek uduszenia, ich ręce i nogi skrępowano drutami, a usta zatkano szmatami. Wszyscy, z wyjątkiem jednego, byli ubrani w jednakową bieliznę, co sugerowało, że byli żołnierzami. Zwłoki leżały na głębokości około 30 cm, były przysypane piachem, na który położono gałęzie.
Jekatierina Sieliwon ze wsi Horodyszcze oświadczyła, że jedna z ofiar była ubrana w zielony polski mundur.
Na miejscu pochówku został postawiony nagrobek z napisem w języku polskim „Tutaj zostały zamordowane przez komunistów 53 ofiary”. Pomnik ten został zburzony w 1943 r.
2 listopada 1991 roku w miejscu egzekucji postawiono krzyż.

## Populacja
- 1998 - 337 osób, 163 gospodarstwa
- 1999 - 356 osób
- 2009 - 273 osoby[4]

## Interesujące obiekty
- Krzyż z napisem „Ofiarom stalinizmu. Czerwiec 1941 roku” na grobie ofiar represji
- Pomnik ofiar faszyzmu
- Zabytek archeologiczny – osada z IV-III tysiąclecia p.n.e.